# Brateș
Brateș (en hongrois: Barátos) est une commune roumaine du județ de Covasna dans le Pays sicule en Transylvanie. Elle est composée des trois villages suivants :
- Brateș, siège de la commune
- Pachia (Páké)
- Telechia (Orbaitelek)

## Localisation
Brateș est situé au centre-sud du județ de Covasna, à l'est de la Transylvanie, dans la vallée de Târgu Secuiesc (Kézdivásárhely), sur les rives de la Negru (affluent de l'Olt), à 6 km de Covasna (Kovászna).

## Monuments et lieux touristiques
- Église réformée du village de Brateș (construction XVIIIe siècle), monument historique
- Église réformée du village de Telechia[2]
- Manoir Horváth du village de Telechia (construite au XVIIIe siècle), monument historique
- Porte sicule à Telechia (construite en XVIIIe siècle), monument historique
- Site archéologique du village de Brateș (période historique à l'époque romaine)
- Rivière Negru
- Rivière Covasna